# Buddy Harman
Murrey Mizell " Buddy " Harman, Jr. (23 de diciembre de 1928 - 21 de agosto de 2008) fue un músico de sesión estadounidense de música country.

## Carrera
Nacido en Nashville (Tennessee), Harman estudió música en la Escuela de Percusión de Roy C. Knapp y en 1952 regresó a Nashville donde inició una prolífica carrera como músico de sesión,  integrándose en el selecto grupo de músicos conocido como The Nashville A-Team y tocando la batería en más de 18.000 sesiones para artistas como Elvis Presley, Jerry Lee Lewis, Moon Mullican, el compositor Larry Petree, Martha Carson,  Dolly Parton, Brenda Lee, Tammy Wynette, Loretta Lynn, Roy Orbison, Connie Francis, Chet. Atkins, Marty Robbins, Ray Price, Roger Miller, Johnny Cash, Willie Nelson, Waylon Jennings, George Jones, Kenny Rogers, Barbara Mandrell, Eddy Arnold, Perry Como, Merle Haggard, Reba McEntire, Gillian Welch y muchos más. 
Harman fue el primer baterista habitual del programa de radio en vivo Grand Ole Opry.  Algunos de los premios recibidos por Harman incluyen "Baterista del Año" en 1981 de la Academia de Música Country y el Premio "Super Picker" a la batería en la canción más No. 1 grabaciones del capítulo NARAS de Nashville en 1975 y 1976. 
Felleció en el Hospice Center de Nashville debido a una insuficiencia cardíaca congestiva a la edad de 79 años. 

## Discografía seleccionada

### Sencillos
| Artista             | Título                                  | Fecha | Billboard Hot 100 | Hot Country Songs | UK Singles Chart |
| ------------------- | --------------------------------------- | ----- | ----------------- | ----------------- | ---------------- |
| Everly Brothers     | Bye Bye Love                            | 1957  | 2                 | 1                 | 6                |
| Elvis Presley       | I Need Your Love Tonight                | 1958  | 4                 |                   | 1                |
| Elvis Presley       | I Got Stung                             | 1958  | 8                 |                   | 1                |
| Brenda Lee          | Rockin' Around the Christmas Tree       | 1958  | 14                |                   | 6                |
| Brenda Lee          | Sweet Nothin's                          | 1959  | 4                 |                   | 4                |
| Brenda Lee          | Jambalaya (On the Bayou)                | 1959  | 14                |                   |                  |
| Brenda Lee          | Let's Jump the Broomstick               | 1959  | 14                |                   | 12               |
| Johnny Horton       | The Battle of New Orleans               | 1959  | 1                 |                   | 16               |
| The Everly Brothers | (Till) I Kissed You                     | 1959  | 4                 |                   | 2                |
| Ray Price           | Heartaches by the Number                | 1959  |                   | 2                 |                  |
| Elvis Presley       | A Big Hunk o' Love                      | 1959  | 1                 |                   | 4                |
| Elvis Presley       | (Now and Then There's) A Fool Such as I | 1959  | 2                 | 16 R&B chart      | 1                |
| The Everly Brothers | Cathy's Clown                           | 1960  | 1                 |                   | 1                |
| Brenda Lee          | I'm Sorry                               | 1960  | 1                 | 4 R&B chart       | 12               |
| Brenda Lee          | That's All You Gotta Do                 | 1960  | 6                 | 19 R&B chart      |                  |
| Elvis Presley       | Stuck on You                            | 1960  | 1                 |                   | 3                |
| Elvis Presley       | It's Now or Never (song)                | 1960  | 1                 |                   | 1                |
| Elvis Presley       | Are You Lonesome Tonight?               | 1960  | 1                 |                   | 1                |
| Elvis Presley       | Surrender                               | 1960  | 1                 |                   | 1                |
| Roy Orbison         | Only the Lonely                         | 1960  | 2                 |                   | 36               |
| Roy Orbison         | Running Scared                          | 1960  | 1                 |                   | 9                |
| Elvis Presley       | Little Sister                           | 1961  | 5                 |                   | 1                |
| Elvis Presley       | I Feel So Bad                           | 1961  | 5                 |                   |                  |
| Elvis Presley       | (Marie's the Name) His Latest Flame     | 1961  | 4                 |                   | 1                |
| Elvis Presley       | Good Luck Charm                         | 1961  | 1                 |                   | 1                |
| Patsy Cline         | Crazy                                   | 1961  | 9                 |                   | 14               |
| Roy Orbison         | Crying                                  | 1962  | 2                 |                   | 25               |
| Roy Orbison         | Dream Baby (How Long Must I Dream)      | 1962  | 4                 |                   | 2                |
| Patsy Cline         | Imagine That                            | 1962  | 90                | 21                |                  |
| Patsy Cline         | Heartaches                              | 1962  | 73                |                   | 31               |
| Patsy Cline         | So Wrong                                | 1962  | 85                | 14                |                  |
| Patsy Cline         | When I Get Thru with You                | 1962  | 53                | 10                |                  |
| Patsy Cline         | She's Got You                           | 1962  | 14                | 1                 | 43               |
| Patsy Cline         | Leavin' on Your Mind                    | 1963  | 83                | 8                 |                  |
| Johnny Cash         | Ring of Fire                            | 1963  | 17                | 1                 |                  |
| Roy Orbison         | In Dreams                               | 1963  | 7                 | 3                 | 6                |
| Roy Orbison         | Distant Drums                           | 1963  |                   |                   |                  |
| Roy Orbison         | It's Over                               | 1964  | 9                 | 1                 | 1                |
| Roy Orbison         | Oh, Pretty Woman                        | 1964  | 1                 |                   | 1                |
| Elvis Presley       | Viva Las Vegas                          | 1964  | 29                |                   | 17               |
| Roger Miller        | Dang Me                                 | 1964  | 7                 | 1                 |                  |
| Roger Miller        | Chug-a-Lug                              | 1964  | 9                 | 3                 |                  |
| Roger Miller        | King of the Road                        | 1965  | 4                 |                   | 1                |
| Tammy Wynette       | Stand by Your Man                       | 1968  | 19                | 1                 | 1                |
| Loretta Lynn        | Coal Miner's Daughter                   | 1970  | 100               | 1                 |                  |